# Championnat de Roumanie de football 1924-1925
Navigation
Saison précédente Saison suivante
La saison 1924-1925 du Championnat de Roumanie de football était la 13e édition de la première division roumaine.
Dix clubs participent à la compétition, il s'agit des clubs champions de chacune des régions de Roumanie. Le championnat national est disputé sous forme de coupe à élimination directe. C'est le Chinezul Timișoara, triple champion en titre, qui remporte de nouveau la compétition. C'est le 4e titre de champion de Roumanie de son histoire.

## Les 10 clubs participants
(entre parenthèses, la ville d'appartenance du club)
- UCAS Petroșani (Arad)
- Venus FC Bucarest (Bucarest)
- Brașovia Brașov (Brașov)
- Jahn Cernăuți (Cernăuți)
- Fulgerul Chișinău (Chișinău)
- Universitatea Cluj-Napoca (Cluj)
- Oltul Slatina (Craiova)
- Clubul Atletic Oradea (Oradea)
- Șoimii Sibiu (Sibiu)
- Chinezul Timișoara (Timisoara)

## Compétition

### Tour préliminaire
Un tour préliminaire a lieu pour déterminer les 2 derniers qualifiés pour la phase finale.
| Équipe 1      | Résultat | Équipe 2             |
| ------------- | -------- | -------------------- |
| Jahn Cernăuți | 3 - 0    | Șoimii Sibiu forfait |
| Oltul Slatina | 0 - 2    | Fulgerul Chișinău    |

La compétition a lieu sous forme de coupe, avec match simple. En cas de match nul, la rencontre est rejouée sur le terrain de l'équipe qui s'est déplacée lors du premier match.
|  | Quarts de finale          | Quarts de finale          | Quarts de finale       | Quarts de finale |                        |                        | Demi-finales                | Demi-finales                | Demi-finales                | Demi-finales                |  |  | Finale             | Finale             | Finale             | Finale             |
|  |                           |                           |                        |                  |                        |                        |                             |                             |                             |                             |  |  |                    |                    |                    |                    |
|  | 5 juillet 1925            | 5 juillet 1925            | 5 juillet 1925         | 5 juillet 1925   |                        |                        | 26 juillet 1925 à Timișoara | 26 juillet 1925 à Timișoara | 26 juillet 1925 à Timișoara | 26 juillet 1925 à Timișoara |  |  | 9 août 1925 à Arad | 9 août 1925 à Arad | 9 août 1925 à Arad | 9 août 1925 à Arad |
|  | 5 juillet 1925            | 5 juillet 1925            | 5 juillet 1925         | 5 juillet 1925   |                        |                        | 26 juillet 1925 à Timișoara | 26 juillet 1925 à Timișoara | 26 juillet 1925 à Timișoara | 26 juillet 1925 à Timișoara |  |  | 9 août 1925 à Arad | 9 août 1925 à Arad | 9 août 1925 à Arad | 9 août 1925 à Arad |
|  | Venus FC Bucarest         | Venus FC Bucarest         | 0                      | 0                |                        |                        | 26 juillet 1925 à Timișoara | 26 juillet 1925 à Timișoara | 26 juillet 1925 à Timișoara | 26 juillet 1925 à Timișoara |  |  | 9 août 1925 à Arad | 9 août 1925 à Arad | 9 août 1925 à Arad | 9 août 1925 à Arad |
|  | Venus FC Bucarest         | Venus FC Bucarest         | 0                      | 0                |                        |                        | 26 juillet 1925 à Timișoara | 26 juillet 1925 à Timișoara | 26 juillet 1925 à Timișoara | 26 juillet 1925 à Timișoara |  |  | 9 août 1925 à Arad | 9 août 1925 à Arad | 9 août 1925 à Arad | 9 août 1925 à Arad |
|  | Chinezul Timișoara (T)    | Chinezul Timișoara (T)    | 3                      | 3                |                        |                        | 26 juillet 1925 à Timișoara | 26 juillet 1925 à Timișoara | 26 juillet 1925 à Timișoara | 26 juillet 1925 à Timișoara |  |  | 9 août 1925 à Arad | 9 août 1925 à Arad | 9 août 1925 à Arad | 9 août 1925 à Arad |
|  | Chinezul Timișoara (T)    | Chinezul Timișoara (T)    | 3                      | 3                | Chinezul Timișoara (T) | Chinezul Timișoara (T) | 3                           | 3                           |                             |                             |  |  | 9 août 1925 à Arad | 9 août 1925 à Arad | 9 août 1925 à Arad | 9 août 1925 à Arad |
|  | 19 juillet 1925           |                           |                        |                  | Chinezul Timișoara (T) | Chinezul Timișoara (T) | 3                           | 3                           |                             |                             |  |  | 9 août 1925 à Arad | 9 août 1925 à Arad | 9 août 1925 à Arad | 9 août 1925 à Arad |
|  |                           |                           | Brașovia Brașov        | Brașovia Brașov  | 0                      | 0                      |                             |                             |                             |                             |  |  | 9 août 1925 à Arad | 9 août 1925 à Arad | 9 août 1925 à Arad | 9 août 1925 à Arad |
|  | Brașovia Brașov           | Brașovia Brașov           | Brașovia Brașov        | Brașovia Brașov  | 0                      | 0                      | 2                           | 2                           |                             |                             |  |  | 9 août 1925 à Arad | 9 août 1925 à Arad | 9 août 1925 à Arad | 9 août 1925 à Arad |
|  | Brașovia Brașov           | Brașovia Brașov           | 2 août 1925 à Bucarest |                  |                        |                        | 2                           | 2                           |                             |                             |  |  | 9 août 1925 à Arad | 9 août 1925 à Arad | 9 août 1925 à Arad | 9 août 1925 à Arad |
|  | Clubul Atletic Oradea     | Clubul Atletic Oradea     | 1                      | 1                |                        |                        |                             |                             |                             |                             |  |  | 9 août 1925 à Arad | 9 août 1925 à Arad | 9 août 1925 à Arad | 9 août 1925 à Arad |
|  | Clubul Atletic Oradea     | Clubul Atletic Oradea     | 1                      | 1                | Chinezul Timișoara (T) | Chinezul Timișoara (T) | 5                           | 5                           |                             |                             |  |  |                    |                    |                    |                    |
|  | 5 juillet 1925            |                           |                        |                  | Chinezul Timișoara (T) | Chinezul Timișoara (T) | 5                           | 5                           |                             |                             |  |  |                    |                    |                    |                    |
|  |                           |                           | UCAS Petroșani         | UCAS Petroșani   | 1                      | 1                      |                             |                             |                             |                             |  |  |                    |                    |                    |                    |
|  | UCAS Petroșani            | UCAS Petroșani            | UCAS Petroșani         | UCAS Petroșani   | 1                      | 1                      | -                           | 1                           |                             |                             |  |  |                    |                    |                    |                    |
|  | UCAS Petroșani            | UCAS Petroșani            |                        |                  |                        |                        |                             |                             |                             |                             |  |  |                    |                    |                    |                    |
|  | Universitatea Cluj-Napoca | Universitatea Cluj-Napoca | -                      | 0                |                        |                        |                             |                             |                             |                             |  |  |                    |                    |                    |                    |
|  | Universitatea Cluj-Napoca | Universitatea Cluj-Napoca | -                      | 0                | UCAS Petroșani         | UCAS Petroșani         | 3                           | 3                           |                             |                             |  |  |                    |                    |                    |                    |
|  | 26 juillet 1925           |                           |                        |                  | UCAS Petroșani         | UCAS Petroșani         | 3                           | 3                           |                             |                             |  |  |                    |                    |                    |                    |
|  |                           |                           | Jahn Cernăuți          | Jahn Cernăuți    | 1                      | 1                      |                             |                             |                             |                             |  |  |                    |                    |                    |                    |
|  | Jahn Cernăuți             | Jahn Cernăuți             | Jahn Cernăuți          | Jahn Cernăuți    | 1                      | 1                      | 4                           | 4                           |                             |                             |  |  |                    |                    |                    |                    |
|  | Jahn Cernăuți             | Jahn Cernăuți             |                        |                  |                        |                        |                             | 4                           |                             |                             |  |  |                    |                    |                    |                    |
|  | Oltul Slatina             | Oltul Slatina             | 0                      | 0                |                        |                        |                             |                             |                             |                             |  |  |                    |                    |                    |                    |
|  | Oltul Slatina             | Oltul Slatina             | 0                      | 0                |                        |                        |                             |                             |                             |                             |  |  |                    |                    |                    |                    |
|  |                           |                           |                        |                  |                        |                        |                             |                             |                             |                             |  |  |                    |                    |                    |                    |

## Bilan de la saison
| Tableau d'Honneur                   |                    |
| Compétition                         | Vainqueur          |
| Championnat de Roumanie de football | Chinezul Timișoara |